# John Baird, 1. vikomt Stonehaven
John Lawrence Baird, 1. vikomt Stonehaven (John Lawrence Baird, 1st Viscount Stonehaven, 1st Baron Stonehaven, 2nd Baronet Baird of Stonehaven) (27. dubna 1874, Londýn, Anglie – 20. srpna 1941, Ury House, Skotsko) byl britský státník ze skotské šlechtické rodiny. V mládí působil v diplomacii, poté byl jako člen Konzervativní strany poslancem Dolní sněmovny. Zastával funkce v několika vládách, mimo jiné byl ministrem dopravy (1922–1924). V letech 1925–1930 byl generálním guvernérem v Austrálii, od roku 1925 jako baron zasedal ve Sněmovně lordů, v roce 1938 získal titul vikomta. Byl zetěm konzervativnho politika a dlouholetého místopředsedy Sněmovny lordů 9. hraběte z Kintore, v další generaci rod Bairdů zdědil titul hrabat z Kintore a přijal příjmení Keith.

## Kariéra

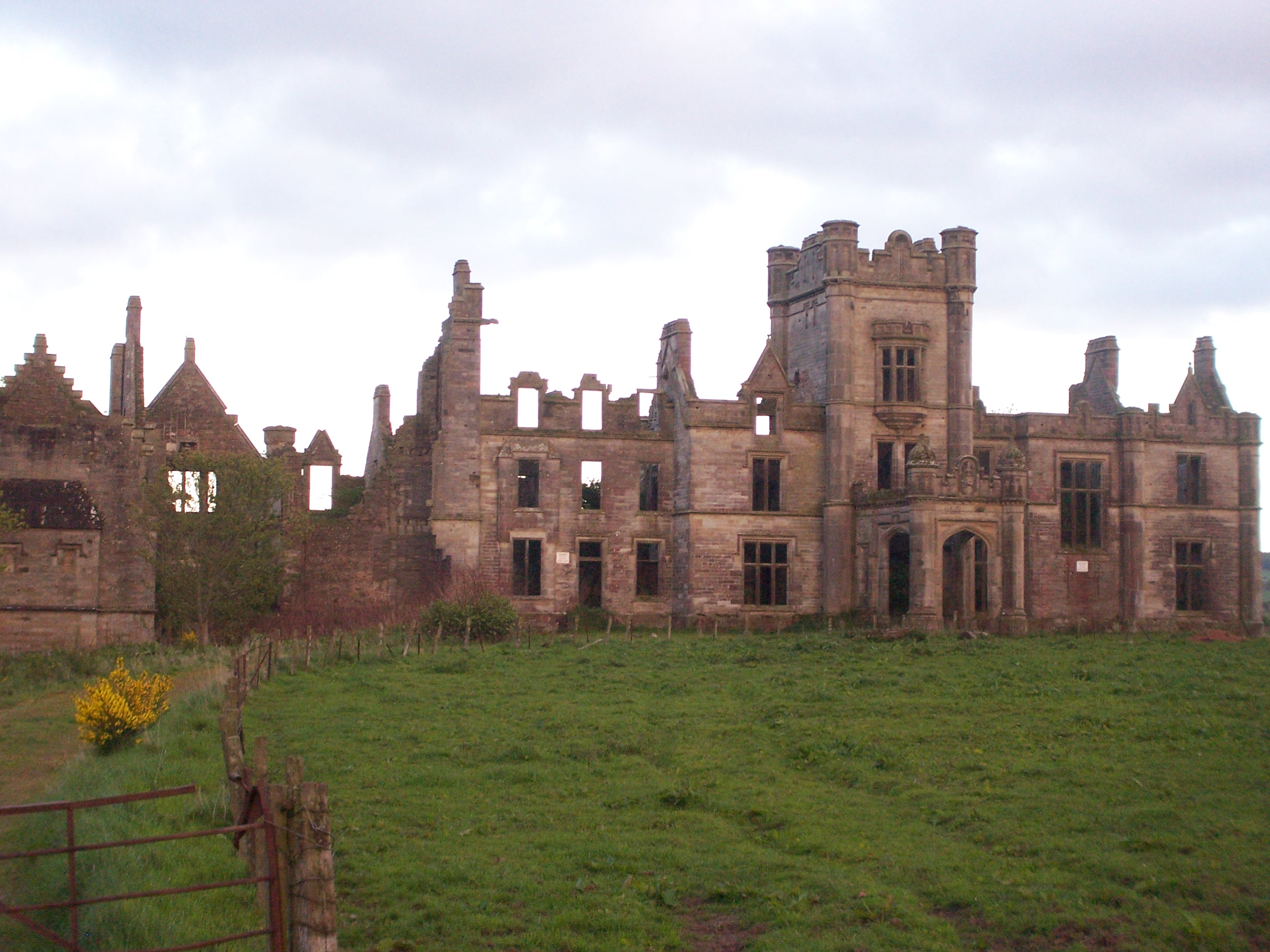
Zámek Ury House (Skotsko), bývalé sídlo rodu Bairdů

Pocházel ze skotské šlechtické rodiny, narodil se jako nejstarší ze sedmi dětí Sira Alexandera Bairda (1849–1920), dlouholetého lorda–místodržitele ve skotském hrabství Kincardine. John Baird nedokončil studia v Oxfordu a stal se pobočníkem guvernéra v Novém Jižním Walesu, v letech 1896–1908 působil v diplomatických službách, v roce 1904 získal Řád sv. Michala a sv. Jiří. V letech 1910–1925 byl poslancem Dolní sněmovny za Konzervativní stranu, v letech 1911–1916 působil jako soukromý tajemník pozdějšího premiéra A. B. Lawa. Za první světové války sloužil jako důstojník v armádě a získal francouzský Řád čestné legie a francouzský Válečný kříž. Po návratu do Anglie zastával funkce v Asquithově koaliční vládě, byl parlamentním tajemníkem úřadu pro letectvo (1916–1919), pak byl krátce parlamentním tajemníkem na ministerstvu pro výrobu munice (1919). V letech 1919–1922 byl státním podsekretářem vnitra, mezitím po otci v roce 1920 zdědil titul baroneta. V roce 1922 byl jmenován členem Tajné rady a v letech 1922–1924 byl ministrem dopravy a státním sekretářem veřejných prací. V roce 1925 byl povýšen na barona a stal se členem Sněmovny lordů, zároveň v roce 1925 obdržel velkokříž Řádu sv. Michala a sv. Jiří. V letech 1925-1930 byl generálním guvernérem v Austrálii, kde získal čestný doktorát na univerzitě v Sydney, další čestný doktorát dostal v Aberdeenu. Byl též smírčím soudcem v hrabstvích Warwickshire a Kincardine.

## Rodinné a majetkové poměry
V roce 1905 se v Londýně oženil s Ethel Keith–Falconer (1874–1974), dcerou konzervativního státníka 9. hraběte z Kintore. Po svém starším bratrovi zdědila v roce 1966 titul hraběnky z Kintore a její nejstarší syn Ian Baird (1908–1989) přijal jméno Keith. Současným představitelem rodu je James William Keith, 14. hrabě z Kintore a 4. vikomt Stonehaven (*1976).
Zemřel na rodovém sídle Ury House (hrabství Aberdeenshire), které jeho rodině patřilo od roku 1854 a Johnův otec Sir Alexander Baird inicioval přestavbu v novogotickém slohu. V současnosti je zámek chátrající zříceninou.